# Культурный центр Вануату

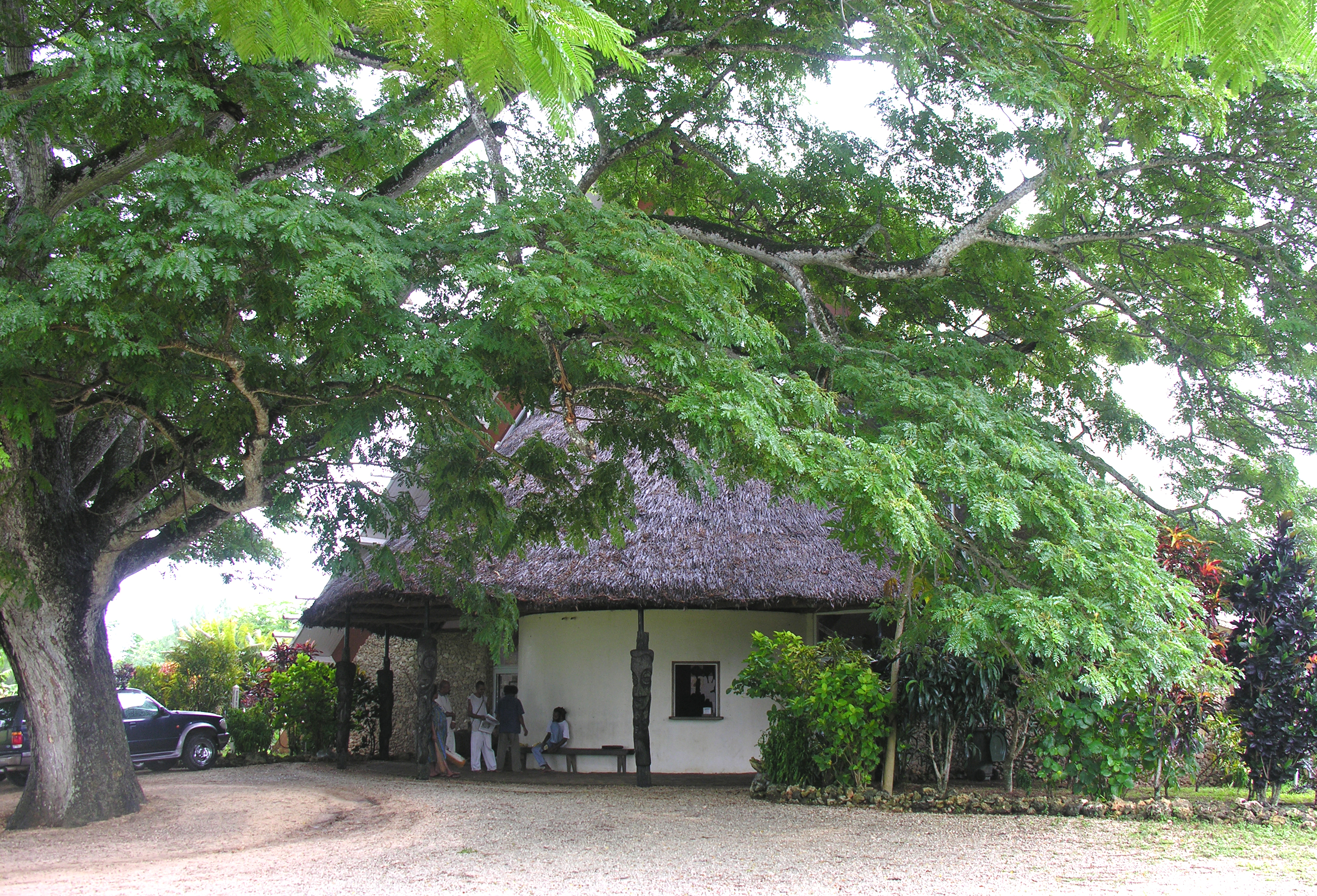
Культурный центр Вануату

Культурный центр Вануату (бисл. Vanuatu Kaljoral Senta, VKS; фр. Centre Culturel du Vanuatu) — национальное культурное учреждение Вануату, расположенное в столице государства — Порт-Виле. Центр основан в 1955 году.
С 1995 по 2006 год Центр возглавлял Ральф Регенвану, с 2007 по ноябрь 2014 года директором был Абонг Марселин. Амбон Томпсон в настоящее время является исполняющий обязанности директора.

## Структура
Позиционируя себя как «организацию, которая занимается регистрацией и пропагандой различных культур» Вануату, Центр выполняет роль национального органа по сохранению, защите и поощрению различных аспектов культуры архипелага. Культурный центр является структурной организацией, которая включает в себя следующие учреждения:
- Национальный музей Вануату
- Национальный Отдел кино и звукозаписи
- Обзор культурных и исторических объектов Вануату
- Национальный архив
- Национальная библиотека
- Публичная библиотека
- Группа полевых работников
- Культурный центр «Тафеа»
- Культурный центр «Малекула»
- Культурный центр «E-press»

Целью деятельности Центра является запись, хранение и развитие традиционной культуры коренных народов Вануату в различных аспектах — от рисования песком до музыки, наземного дайвинга, других «обычаев» и «знаний коренных народов».
Среди проектов Центра — коллекция устных традиций, начатая в 1976 году: она была названа «без сомнения, самой успешной программой по культурной документации тихоокеанских стран».
Центр выпускает радиопрограммы и видеоролики, направленные на поощрение, сохранение и возрождение культуры коренных народов. В 1996 году коллекция Центра содержала «около 2500 часов аудио- и 2300 часов видеозаписи, двадцать три часа 16-миллиметровой плёнки, тридцать часов 8-миллиметровой видеоплёнки, 3000 ранних (до 1950-х годов) чёрно-белых фотографий, а также около 4000 цветных слайдов, цветных негативов и чёрно-белых негативов». Доступ к некоторым из этих материалов ограничен. К некоторым материалам могут обращаться только мужчины, к некоторым — исключительно женщины, а доступ к некоторым имеют лишь члены отдельных местных культурных групп.